# فوجیوارا نو تایشی (درگذشت ۷۹۴ میلادی)
فوجیوارا نو تایشی (به ژاپنی: 藤原 帯子 Fujiwara no Taishi) یا فوجیوارا نو تاراشیکو مرگ در ۷۹۴ میلادی یکی از زنان اشرافی در دربار دوره نارا او زن غیراصلی شاهزاده آته بود و فرزندی نداشت اما بیش از یک دهه پس از مرگش، پس از تبدیل شدن همسرش به امپراتور هی‌زی، عنوان امپراتریس ژاپن به او اعطا شد.